# Primevère du lac Mistassini
Espèce
Synonymes
- Aleuritia mistassinica (Michx.) Soják[2]
- Primula farinosa subsp. mistassinica (Michx.) Pax[2]
- Primula intercedens Fern.[3]
- Primula mistassinica var. intercedens (Fern.) Boivin[3]
- Primula mistassinica var. mistassinica[2]
- Primula mistassinica var. noveboracensis Fern.[3]
- Primula sibirica var. mistassinica (Michx.) Kurtz[2]

Répartition géographique
Statut de conservation UICN

 LC  : Préoccupation mineure
La Primevère du lac Mistassini (Primula mistassinica) est une espèce de plante à fleurs de la famille des Primulaceae.
Bien que son nom spécifique fait référence au lac Mistassini au Québec, une des provinces du Canada, elle se rencontre dans le nord-est des États-Unis et dans une grande partie du Canada.
Bien qu'il s'agisse de l'espèce ayant l'aire de répartition la plus étendue des primevères nord-américaines, la primevère du lac Mistassini est considérée comme rare ou en péril dans de nombreuses parties de son aire de répartition. Sa rareté est souvent liée à ses besoins restrictifs, en particulier au sud de son aire de répartition.
Il s'agit de plantes herbacées.
Les habitats de cette plante comprennent les falaises humides, les marais, les tourbières et les rives des lacs et des rivières.

## Liste des variétés
Selon The Plant List (8 novembre 2020) :
- variété Primula mistassinica var. macropoda (Fernald) B. Boivin

Selon Tropicos (8 novembre 2020) (attention liste brute contenant possiblement des synonymes) :
- variété Primula mistassinica var. intercedens (Fernald) B. Boivin
- variété Primula mistassinica var. macropoda (Fernald) B. Boivin
- variété Primula mistassinica var. mistassinica
- variété Primula mistassinica var. noveboracensis Fernald